# Suomen virallinen lista
Suomen virallinen lista (Finlands officiella lista en suédois) est un classement officiel des ventes de disques en Finlande. Le premier classement a été publié en 1951.

## Classement
Actuellement, les classements hebdomadaires suivants sont composées et publiées par Musiikkituottajat :
- Albums (Top 50) (Suomen virallinen albumilista)[1]
- Singles (Top 20) (Suomen virallinen singlelista)[1]
- Mid-priced albums (Top 10)[1]
- Music DVDs (Top 10)[1]